# Boicot

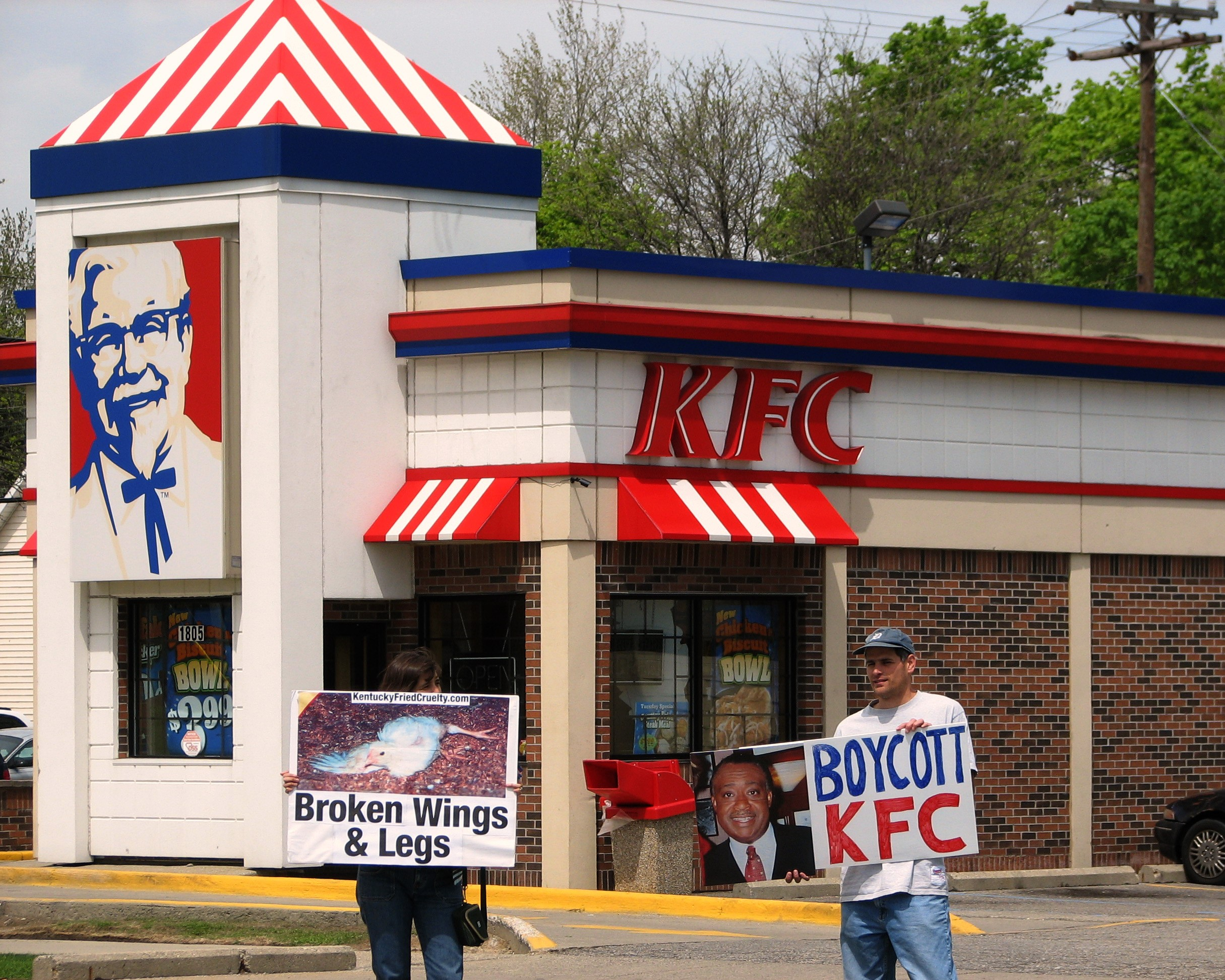
Activistes cridant al boicot a Kentucky Fried Chicken, el 2007, pel mal tracte als animals.

El boicot és el refús de comerciar amb un individu o empresa, o amb un sector social, polític o econòmic, per aïllar-lo o fer cessar la seva activitat, o amb la intenció de desacreditar-lo, coaccionar-lo o castigar-lo.
El boicot no entra dins de la definició de la censura perquè la censura és un bloqueig des del poder i el boicot és un bloqueig des d'una petició.

## Origen de la paraula
Boicot és un epònim i un anglicisme, l'origen del qual resideix en el cognom del capità Charles Cunningham Boycott, administrador, a mitjans de la segona meitat del segle xix, de les finques d'un terratinent absentista, el comte d'Erne (Comtat de Mayo, Irlanda).
En el marc de la seva "Guerra Agrària" (1870s-1890s) per aconseguir una redistribució de les terres i millorar la situació dels grangers en lloguer, la Irish Land League va proposar una rebaixa dels arrendaments que l'administrador va rebutjar, expulsant a continuació als membres de la Lliga de les terres. El seu president, Charles Parnell, va suggerir una alternativa no-violenta per obligar el capità a cedir: suspendre tota mena de tractes amb ell. Els jornalers es van negar a collir o treballar per ell, els comerços a vendre menjar (que va haver de portar de fora) i el carter local va deixar de dipositar el seu correu. Per recollir la collita va portar cinquanta treballadors del nord d'Irlanda i mil policies i soldats d'escorta, tot i no córrer perill físic; Boycott, cada vegada més aïllat, es va adonar al novembre que els seus esforços havien estat en va, ja que el cost de la collita va ser de 10.000 lliures, molt per sobre del seu valor. Aquest mateix mes, The Times va utilitzar per primera vegada per descriure la nova forma d'acció el terme «boycott», encunyat pel Fr. John O'Malley de Mayo, que el va trobar més fàcil de pronunciar per als parcers. (Michael Davitt, The Fall of Feudalism in Ireland).
L'1 de desembre de 1880 el capità Boycott va fugir amb la seva família a Suffolk, Anglaterra, on va morir en 1897.

## Història
Encara que el terme encara no havia estat encunyat, la pràctica té antecedents almenys des 1830, quan la National Negre Convention va animar a boicotejar productes fabricats per esclaus.
En 1915 en l'Índia, Mohandas Gandhi va cridar a boicotejar tots els productes britànics i va revitalitzar així les indústries locals, en la primera de les seves accions no-violentes que permetrien, en 1947, recuperar la independència de l'Índia, ell mateix va teixir la roba amb la filosa i el teler domèstic.
L'1 de desembre de 1955, a Montgomery (Alabama, Estats Units), Rosa Parks, una costurera negra, es va negar a cedir el seu seient a un blanc en un autobús. El conductor va trucar a la policia i la van arrestar. Els líders del Moviment afroamericà pels drets civils van organitzar un boicot als autobusos de Montgomery posant al capdavant el pastor Martin Luther King. El boicot va ser un èxit rotund i tant la companyia com els comerciants del centre van començar a patir enormes pèrdues, i com a resposta, el 30 de gener de 1956 es van atacar amb bombes les cases de Martin Luther King i altres dirigents com Jo Ann Robinson. Els líders negres van portar la qüestió davant els tribunals, però ja no demanaven una disminució de la segregació, com en les negociacions amb la companyia, sinó la seva abolició. El 13 de novembre de 1956, la Cort Suprema dels Estats Units va declarar inconstitucional la segregació en els autobusos, i el boicot va acabar, amb una victòria esclatant, el 21 de desembre, quan el mandat de la Cort Suprema va ser comunicat a Montgomery.
A part d'aquests més coneguts, hi ha molts altres casos, alguns són:
- En Alemanya, el director de premsa del Senat d'Hamburg, Erich Lüth (1902-1989), va cridar el 1950 al boicot a una pel·lícula del director Veit Harlan, a causa de la col·laboració d'aquest amb el nazisme. El productor de la pel·lícula va presentar una demanda civil contra Lüth i el cas va arribar fins al Tribunal Constitucional Federal alemany, que va emparar a Lüth per considerar que la incitació al boicot constituïa un exercici lícit del dret a la lliure expressió, assenyalant que així havien tenir-ho en compte els tribunals de la jurisdicció ordinària.

- El del sindicat Farm Workers of America, que va adoptar el principi de no-violència i va promoure el boicot als raïms de Califòrnia,

- l'iniciat en 1995 per l'Oficina Internacional per la Pau en oposició a les proves nuclears que es portaven a terme a la Polinèsia Francesa. La indústria vitícola francesa va patir especialment aquest boicot, per la seva popularitat internacional. Finalment, el president de la República francesa, Jacques Chirac, es va comprometre a signar un Tractat de prohibició total de proves nuclears, ratificat per França l'abril de 1998.

- Boicots redundants contra els productes catalans per part del nacionalisme espanyol. Al llarg dels anys, sovint les reclamacions polítiques/econòmiques i les fites d’autogovern, a vegades tergiversades com a revolta secessionista, han rebut com a resposta una crida al boicot comercial contra Catalunya.[3] És el cas de la creació de la Unió Regionalista, la creació de Solidaritat catalana, els fets del Cu-Cut,[4] la Setmana Tràgica (que es publicità com a separatista per a que no s'estengués a altres poblacions espanyoles),[5][6][3] creació de la Mancomunitat de Catalunya el 1914,[7] participació de voluntaris catalans a la Primera guerra mundial i reclamació de la doctrina Wilson per a Catalunya,[8] la creació i campanya de la Lliga Regionalista, el 1918,[9][10] l’autonomia mitjançant l'Estatut de Núria,[11] els Fets d’Octubre,[12] o, més recentment, l’Estatut de Miravet.[13][14][15] Més recentment hi ha hagut altres boicots relacionats amb l'expansió del sobiranisme català.[16]

Alguns boicots destaquen per la seva durada. El més llarg va ser el boicot de dotze anys contra Ford Motors iniciat pel Comitè Nacional Irlandès. Va finalitzar en 1998, quan l'empresa va acceptar posar en pràctica els principis McBride, segons els quals les empreses nord-americanes no finançarien la discriminació contra els catòlics a Irlanda del Nord.

## Tipus de boicot
Es poden formular diferents tipus de boicots:

### Segons els objectius
- pels drets humans: recullen sobretot boicots contra règims opressors o racistes.
- pacifistes: contra les empreses que produeixen armes nuclears, o les que produeixen armes de joguina; o contra entitats financeres que hi dipositen les accions.
- pels drets sindicals: campanyes dels treballadors per donar suport vagues o vexacions concretes.
- ecologistes: contra abocaments de residus, en defensa d'espais naturals (per exemple, les selves tropicals).
- en defensa dels animals: per exemple: per protestar contra la matança de dofins durant la pesca de la tonyina, fins a la de les firmes que fan experimentació amb animals.
- de càstig: per a una determinada acció.

### Segons l'estructura de funcionament
Es poden distingir diferents tipus, alguns poden ser combinacions dels que se citen a continuació:
Boicot reactiuEs planteja per demostrar una repulsió a una política o acció (o fins i tot una declaració) determinada d'un grup, regió, estat o, fins i tot, d'un representant d'aquest. No té uns objectius clars més enllà de demostrar l'enfadament i intentar perjudicar al contrari. Un exemple és el boicot al cava català per part de l'estat espanyol el 2006.
Boicot de consciènciaEs fa sempre, fins i tot encara que se sàpiga que no hi ha possibilitats de victòria, perquè satisfà de tota manera l'exigència de moltes persones de prendre opcions econòmiques coherents amb els seus valors. És el cas de la negativa a comprar joguines bèl·liques i boicotejar per tant les empreses que els produeixen.
Boicot estratègicEs planteja per vèncer i només es fa si es considera que es donen opcions per a l'èxit. En aquest cas les empreses a boicotejar s'han seleccionat amb cura, el boicot és per alguna raó concreta, se'ls permet rectificar abans de llançar el boicot, es cuiden al detall els aspectes organitzatius, i es llança la campanya amb la major difusió possible.